# Universidad Metropolitana de Londres
La Universidad Metropolitana de Londres (en inglés: London Metropolitan University, comúnmente conocida como London Met), es una universidad pública británica de investigación situada en Londres, Inglaterra. La Universidad del Norte de Londres y la London Guildhall University se fusionaron en 2002 para crear la universidad,  cuyas raíces se remontan a 1848 y es una de las instituciones educativas más antiguas de Londres.
La universidad tiene campus en la City de Londres y en Holloway, un museo, archivos y bibliotecas. Las colecciones especiales incluyen la Biblioteca TUC, la Colección de Estudios Irlandeses y la Colección Frederick Parker.